# Zwischencode
Ein Zwischencode – im weitesten Sinne auch Zwischensprache genannt – ist der Code, der im Verlauf eines Übersetzungsprozesses auf einer Abstraktionsebene zwischen der höheren Ausgangssprache und der in der Regel maschinennahen Zielsprache generiert wird. Es handelt sich in erster Linie um einen im Compilerbau etablierten konzeptionellen Zwischenschritt, der nicht immer mit der Erzeugung von Produkten verbunden ist.

## Geschichte
Martin Richards entwickelte in den späten 1960er Jahren für seine Programmiersprache BCPL, den Vorläufer von C und C++, einen Zwischencode namens O-Code (O für Objektcode), der den eigentlichen Compiler maschinenunabhängig machte. Dies ermöglichte die leichte Portierung dieses Compilers auf unterschiedliche Prozessoren. Der O-Code konnte dann interpretiert oder in maschinenspezifischen Code übersetzt werden.
Die UCSD-Pascal-Umgebungen aus den späten 1970er Jahren verwendeten p-Code. Der Versuch, vollständig portable Computerprogramme auf Basis eines interpretierten Bytecodes zu ermöglichen, scheiterte jedoch weitgehend aufgrund der geringen Geschwindigkeit der damaligen Computersysteme – man konnte und wollte sich zu dieser Zeit Verlangsamung durch die zusätzliche Indirektion nicht leisten.

## Vorteile
Es kann vorteilhaft sein, nicht direkt Code für den Prozessor des Laufzeitsystems zu erzeugen, sondern zunächst nur Zwischencode für einen idealen (bzw. virtuellen) Prozessor, der oft nur durch Software simuliert wird. Gründe können u. a. sein:
- Portabilität bzw. Plattformunabhängigkeit (siehe auch Java VM)
- Vereinfachung des Übersetzungsprozesses (siehe auch p-Code),
- allgemeine Optimierungen (effizienzsteigernde Codetransformationen) können bereits auf dem Zwischencode vorgenommen werden,
- der Zielprozessor ist noch nicht bequem genug zu programmieren, z. B. weil man gerne Gleitkommabefehle hätte, der Prozessor aber keine FPU besitzt – ein weiterer Übersetzungsschritt fügt dann Code ein, der diese Befehle mit den vorhandenen Ganzzahlbefehlen simuliert.

## Static Single Assignment
Eine spezielle Klasse von Zwischencode ist die Static-Single-Assignment-Darstellung (auch Static Single Assignment Form, abgekürzt SSA). Sie zeichnet sich dadurch aus, dass im Zwischencode jeder Variablen nur einmal ein Wert zugewiesen wird. Dadurch werden Datenabhängigkeiten zwischen Befehlen explizit dargestellt, was für viele Optimierungen von Vorteil ist. Die SSA-Darstellung ist im Allgemeinen nur mit Hilfe von Phi-Funktionen möglich. Die Quellprogramme vieler Programmiersprachen lassen sich ohne größeren Aufwand in eine SSA-Darstellung transformieren. Viele moderne Compiler – darunter die Compiler der GNU Compiler Collection – verwenden daher SSA-basierten Zwischencode.
Beispiel:
Originalcode:
```
y:= 1
y:= 2
x:= y
```

Zwischencode:
```
y
1
 := 1
y
2
 := 2
x
1
 := y
2
```

## Sprachen
Obwohl C nicht als Zwischencode gedacht war, wurde es eine populäre Zwischensprache, da es eine Abstraktion von Assembler und wegen seiner allgemeinen Verfügbarkeit auch die De-facto-Systemsprache von unixartigen und anderen Betriebssystemen ist. So wird C u. a. von folgenden Sprachen als Zwischencode benutzt: Eiffel, Sather, Esterel, einige Lisp-Dialekte (Lush, Gambit), Haskell (Glasgow Haskell Compiler), Squeaks Smalltalk-subset Slang, Cython, Seed7, Vala. Einige Varianten von C wurden entwickelt, um aus C eine bessere portable Assemblersprache zu machen: C−− und C Intermediate Language.
Microsofts Common Intermediate Language ist ein Zwischencode, der von allen .Net-Framework-Compilern benutzt wird, bevor er statisch oder dynamisch weiter zu Maschinencode kompiliert wird.
Die GNU Compiler Collection  (GCC) benutzt intern mehrere Zwischencodes, um die Portabilität und Cross-Compilation zu unterstützen. Zu diesen Sprachen gehören
- die historische Register Transfer Language (RTL)
- das sprachunabhängige Baumformat GENERIC
- das SSA-basierte GIMPLE.

Die meisten Zwischencodesprachen wurden für statisch typisierte Sprachen entwickelt. Im Unterschied dazu wurde Parrot zur Unterstützung der dynamisch typisierten Sprachen Perl und Python entwickelt.